# 히로타 고키
히로타 고키(일본어: 廣田 弘毅, 1878년 2월 14일 ~ 1948년 12월 23일)는 일본 제국의 외교관이자 정치인으로 1936년 3월 9일부터 1937년 2월 2일까지 제32대 총리를 지냈다.
원래 그의 이름은 조타로였다. 제2차 세계 대전 종전 후인 1948년 12월 23일에 도쿄 재판에서 A급 전범으로 기소돼 교수형을 선고 받아 문관으로선 유일하게 처형당했다.

## 어린 시절

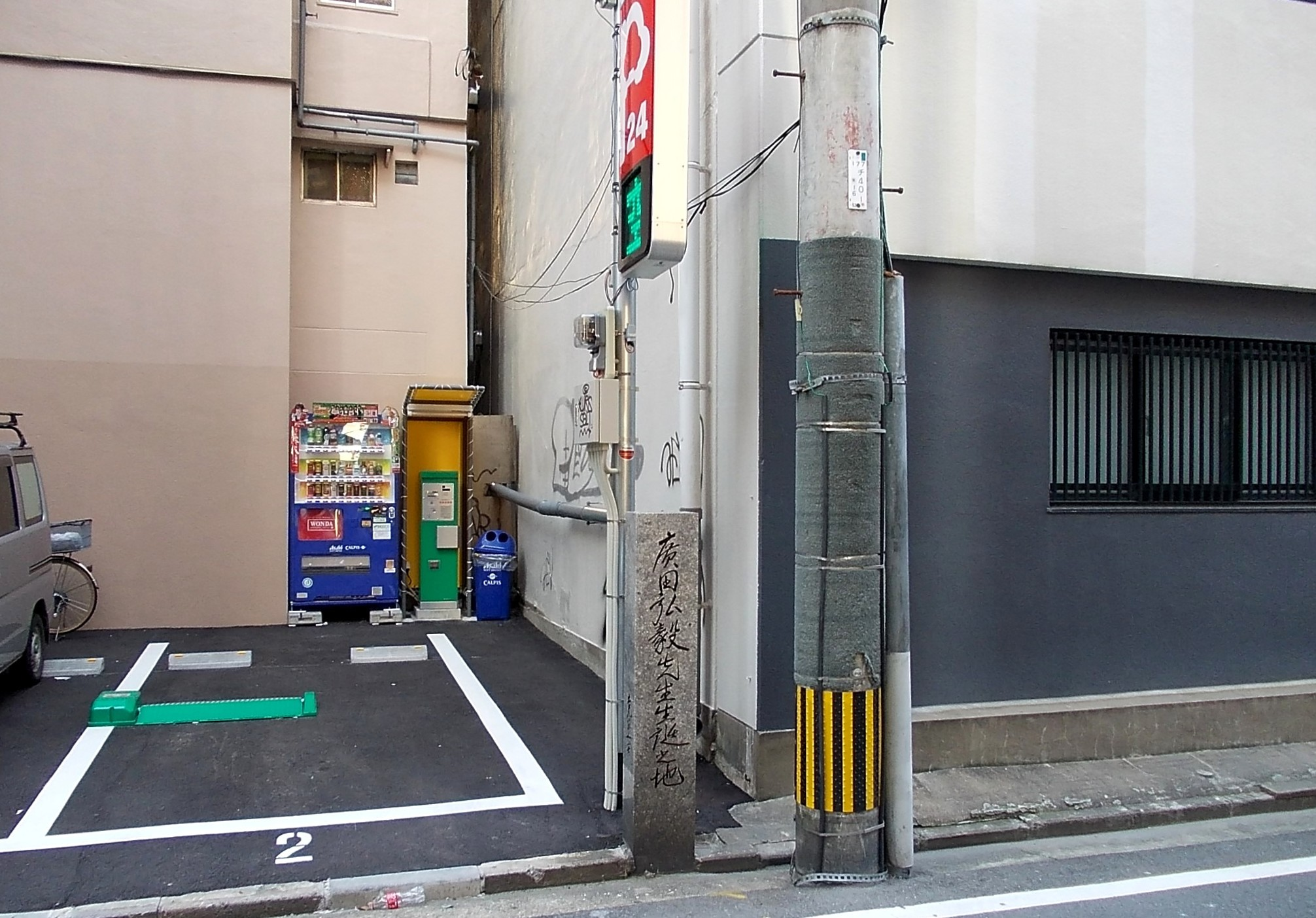
후쿠오카시 주오구에 있는 히로타 고키의 생가

히로타 고키는 현재 후쿠오카현 후쿠오카시 주오구의 일부인 가자마치도리에서 태어났다. 원래 성이 "도쿠베이"였다가 히로타 가문에 입양된 그의 부친은 채석공이었으며 일본 라멘 회사의 사장 딸 다케와 결혼하였다. 1878년 2월 14일 부친이 이름을 지은 아들 조타로를 낳았다. 그들은 3명의 자식을 더 두었다. 도쿠베이의 이름은 후쿠오카 시 아즈마 공원에 있는 가메야마 천황의 동상 건설에 공헌한 석공들을 인정한 비문에 새겨졌다.
히로타의 집필은 어린 나이부터 좋게 인정되었는 데 스이쿄 신사의 토리문에 있는 문패는 히로타가 11세 때 썼던 것이다. 슈유칸 고등학교에서 수학한 후, 그는 도쿄 제국 대학에서 자신의 교육을 지속하였고 법학 학위를 취득하면서 졸업하였다. 그의 급우들 중의 하나는 전쟁 이후의 총리 요시다 시게루였다.

## 외교 경력

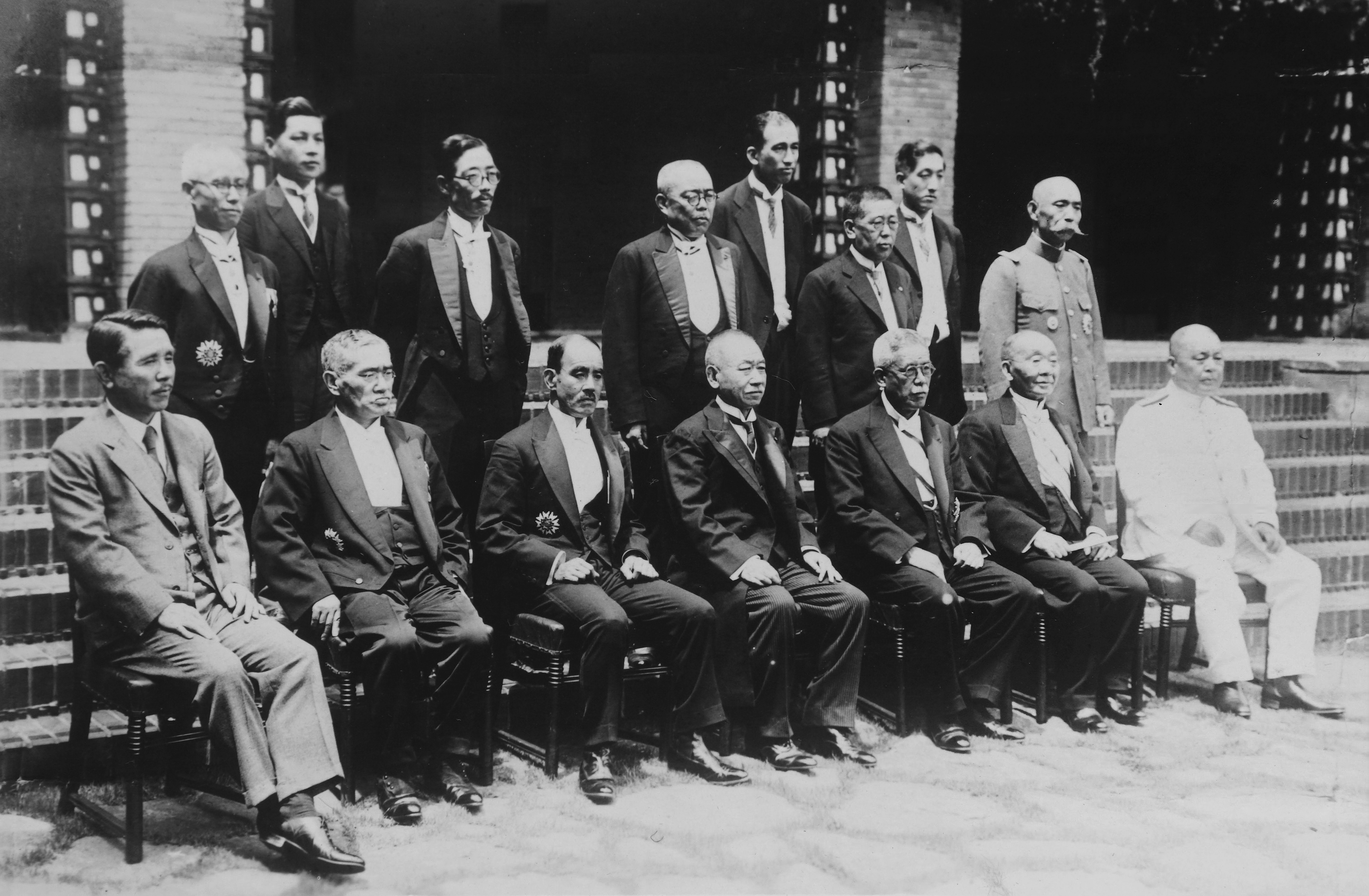
오카다 내각에서 (앞줄 첫번째가 외상 히로타)

졸업 후 히로타는 경력적 외교관이 되는 데 외무성에 들어가 다수의 해외 직위들에서 근무하였다. 1923년 그는 외무성 안에서 유럽과 미주국의 국장이 되었다. 네덜란드 주재 공사를 지낸 후 1928년부터 1932년까지 소련 주재 일본 대사였다.
1933년 히로타는 사이토 마코토 총리의 내각에서 외상이 되었다. 그는 다음의 오카다 게이스케 제독 내각에서 그 직위에 남아있었다.
외상으로서 히로타는 만주에서 동청 철도를 러시아의 이권으로부터 매입하는 데 협상하였다. 1935년 10월 28일 그는 또한 중국으로 향한 일본의 결정적 선언문인 히로타 3원칙을 공포하였다. 3원칙은 공산주의의 퍼짐에 대항하는 중국-일본의 공동 전선의 기구이자 중국 안에서 반일 활동의 진압인 일본 - 중국 - 만주국 블록의 설립이었다.

## 총리 재임

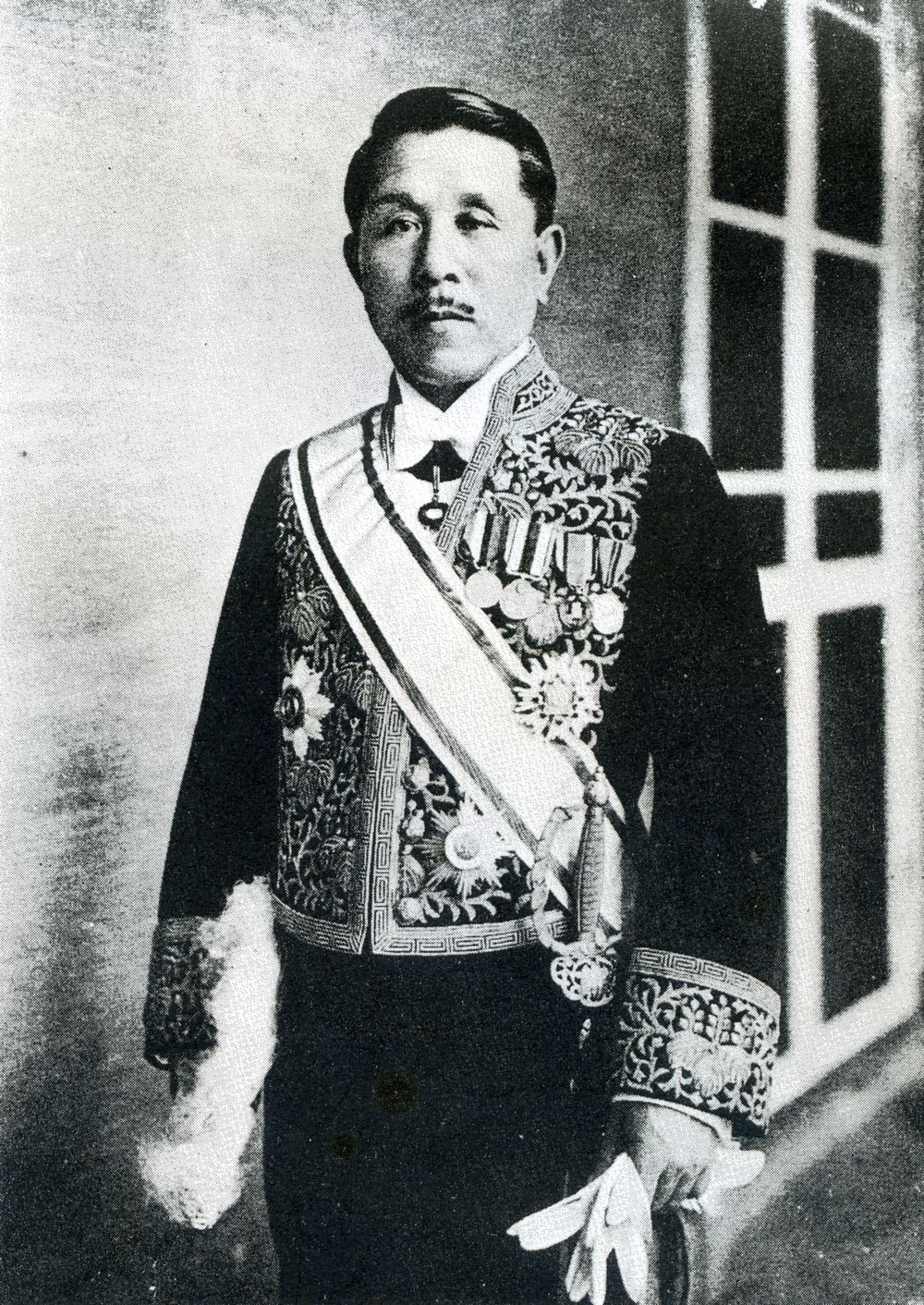
총리 재임 중의 히로타

1936년 226 사건에 이어 불신임된 일본의 군부의 안에서 급진 단편들과 함께 히로타는 일본의 총리로서 오카다를 대체하는 데 선택되었다. 히로타는 전쟁대신 혹은 해군대신의 내각 지위에서 현역 육군 혹은 해군 장교들 만이 근무하면서 시스템을 회복시킨 군부를 진정시켰다. 군부는 민간 정부들을 떨어뜨리는 데 과거에서 이 시스템을 욕하였다.
그의 총리 재임 중에 외교 정책의 기간들에서 나치 독일과 파시스트 이탈리아 사이에 반코민테른 협정이 체결되었다. 이 조약은 1940년 삼국 동맹 조약에 앞장섰다.
히로타의 총리 기간은 1년보다 적게 지속되었다. 하마다 구니마쓰에 의한 연설에 육군대신 데라우치 히사이치와 불동의한 후에 그는 사임하였다. 우가키 가즈시게가 그의 후임으로 임명되었으나 군사 반대의 이유로 정부를 형성할 수 없었다. 1937년 2월 하야시 센주로가 총리로서 히로타를 대체하는 데 임명되었다.

## 2번째 외교 경력
히로타는 하야시 총리의 후임자 고노에 후미마로 아래 외상으로서 곧 정부에 돌아왔다. 외상으로서 자신의 2번째 기간 동안에 히로타는 소련에 대항하는 데 일본 - 중국 - 만주국 연합을 창조하는 데 완료적으로 그의 노력들을 손상시킨 군부의 중국 침략을 강하게 반대하였다. 군부는 곧 그의 비판이 싫어져 1938년 그의 은퇴를 강요하였다.
1945년 히로타는 소련과 일본의 평화 협상들을 지도하는 데 정부에 돌아왔다. 다른 연합국들이 모두 일본에 전쟁을 선언했어도 당시 일본과 소련은 아직도 불가침 조약 아래에 있었다. 히로타는 이오시프 스탈린의 정부를 전쟁 밖으로 몰아내는 데 설득시키려 했으나 최후로 실패하였고 히로시마와 나가사키의 원자폭탄 투하 사이에서 소련이 일본에 전쟁 선언을 하였다.

## 최후의 나날들

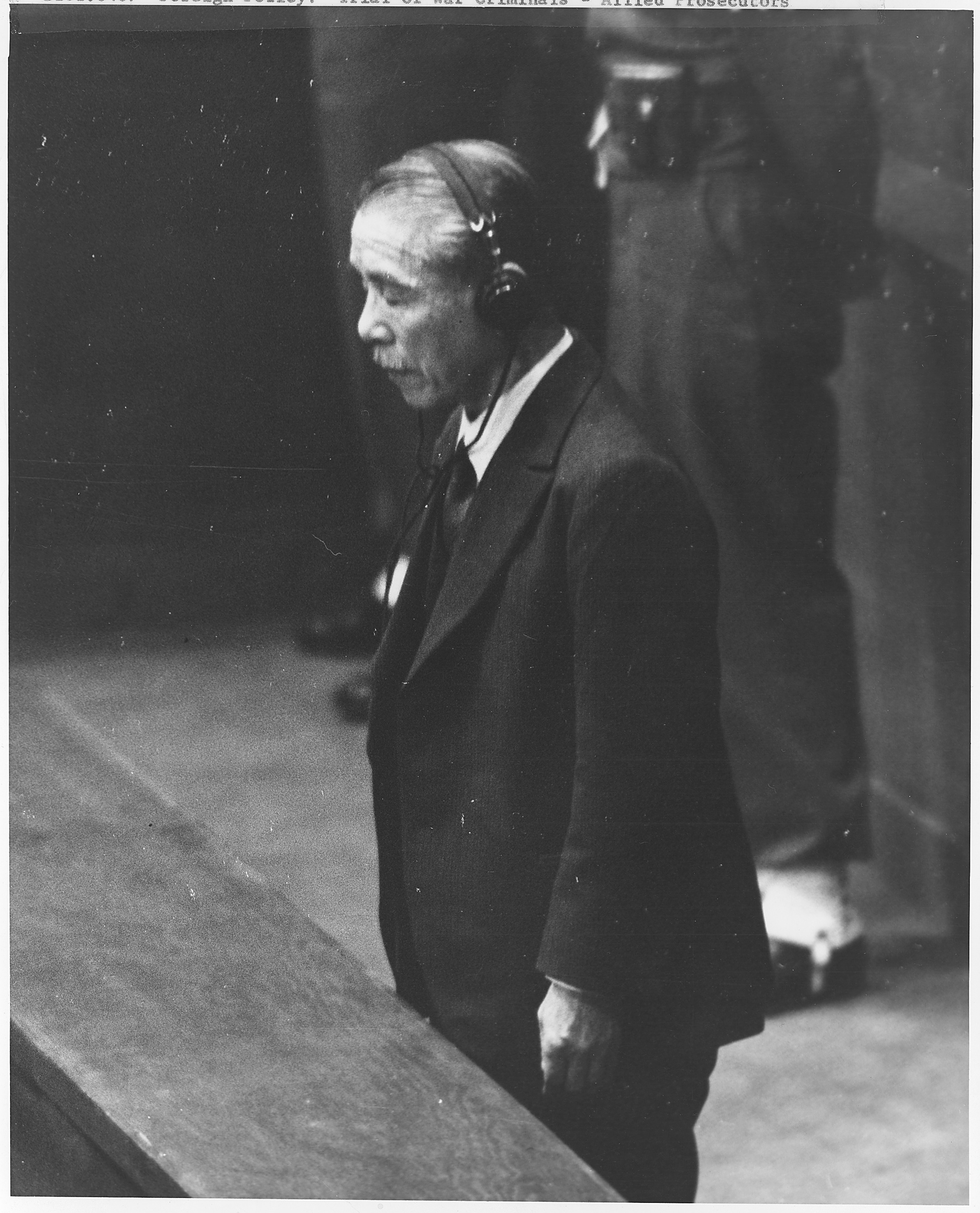
1948년 윌리엄 웹 재판관이 읽어진 사형 선고를 듣고 있는 히로타

일본의 항복 후, 히로타는 A급 전범으로 체포되어 극동 국제 군사 재판으로 불려갔다. 그는 변호를 제공하지 않고 다음과 같은 문책의 유죄 판결이 내려졌다.
- 소인 1 : 침략 전쟁과 국제법의 폭력에서 전쟁들을 수행
- 소인 27 : 중화민국에 도발되지 않은 전쟁을 수행
- 소인 55 : 전쟁 법률의 위반들을 막는 데 의무를 경시

그는 교수형을 선고 받고 스가모 형무소에서 사형을 당하였다. 극동 국제 군사 재판 진행의 결과로서 히로타가 사형을 당한 단 하나의 문관으로서 그의 선고의 엄격은 논쟁적으로 남아있다. 그 일은 가끔 그의 사형 선고에서 주요 범행은 자신이 워싱턴 D. C.에 있는 일본 대사관에 전보를 보낸 난징 대학살에 관한 정보로 진술되었다. 외상으로서 히로타는 전쟁 내각으로부터 군부의 잔학에 관한 정규 보고들을 받았으나 군사 부대들에 위반에 아무 권위를 모자라게 하였다. 그럼에 불구하고 법정은 잔학들을 끝내는 데 일본의 내각 법령을 놓는 데 주장하는 데 히로타의 실패에 유죄 판결을 내렸다.
히로타의 선고에서 다른 가능한 범행들은 삼국 동맹에 그의 서명, 제2차 중일 전쟁에서 일본의 중국 침략을 위한 정당화를 마련한 것으로 보인 히로타 3원칙에 중국 국민당 정부의 반감을 포함하였다.

## 같이 보기
- 중신회의
- 스기하라 지우네
- 레오 시로타
- 대륙낭인
- 히로타 내각
- A급 전범

| 전임 오카다 게이스케 | 제32대 내각총리대신 1936년 3월 9일 ~ 1937년 1월 23일 | 후임 하야시 센주로 |

| 전임 우치다 야스야 | 일본 외무대신 1933년 ~ 1936년 | 후임 아리타 하치로 |

| 전임 사토 나오타케 | 일본 외무대신 1937년 ~ 1938년 | 후임 우가키 가즈시게 |